# Penstemon barnebyi
Penstemon barnebyi är en grobladsväxtart som beskrevs av Noel Herman Holmgren. Penstemon barnebyi ingår i släktet penstemoner, och familjen grobladsväxter. Inga underarter finns listade i Catalogue of Life.